# Штальхофен (Вестервальд)
Штальхофен (нем. Stahlhofen) — община в Германии, в земле Рейнланд-Пфальц.
Входит в состав района Вестервальд. Подчиняется управлению Монтабаур. Население составляет 721 человек (на 31 декабря 2010 года). Занимает площадь 2,98 км².